# Юнацька збірна Румунії з футболу (U-16)
Юнацька збірна Румунії з футболу (U-16) — національна футбольна збірна Румунії, що складається із гравців віком до 16 років. Керівництво командою здійснює Румунська футбольна федерація. Збірна може брати участь у товариських і регіональних змаганнях.
Формує найближчий кадровий резерв для основної юнацької збірної, команди до 17 років, яка може кваліфікуватися на Юнацький чемпіонат Європи з футболу (U-17). До зміни формату юнацьких чемпіонатів Європи у 2001 році саме команда 16-річних функціонувала як одна з основних юнацьких збірних і була учасником відповідної континентальної юнацької першості з футболу.

## Юнацький чемпіонат Європи (U-16)
| Статистика фінальних турнірів | Статистика фінальних турнірів | Статистика фінальних турнірів | Статистика фінальних турнірів | Статистика фінальних турнірів | Статистика фінальних турнірів | Статистика фінальних турнірів | Статистика фінальних турнірів | Статистика відбору | Статистика відбору | Статистика відбору | Статистика відбору | Статистика відбору | Статистика відбору | Статистика відбору |
| Рік                           | Раунд                         | І                             | В                             | Н                             | П                             | Г+                            | Г-                            | Місце              | І                  | В                  | Н                  | П                  | Г+                 | Г-                 |
| ----------------------------- | ----------------------------- | ----------------------------- | ----------------------------- | ----------------------------- | ----------------------------- | ----------------------------- | ----------------------------- | ------------------ | ------------------ | ------------------ | ------------------ | ------------------ | ------------------ | ------------------ |
| 1982                          | не кваліфікувалася            | –                             | –                             | –                             | –                             | –                             | –                             | 3                  | 4                  | 0                  | 0                  | 4                  | 2                  | 12                 |
| 1984                          | не кваліфікувалася            | –                             | –                             | –                             | –                             | –                             | –                             | 3                  | 6                  | 2                  | 1                  | 3                  | 5                  | 8                  |
| 1985                          | не кваліфікувалася            | –                             | –                             | –                             | –                             | –                             | –                             | 2                  | 2                  | 1                  | 0                  | 1                  | 2                  | 2                  |
| 1986                          | груповий етап                 | 3                             | 1                             | 0                             | 2                             | 3                             | 5                             | 1                  | 2                  | 1                  | 0                  | 1                  | 3                  | 2                  |
| 1987                          | не кваліфікувалася            | –                             | –                             | –                             | –                             | –                             | –                             | 2                  | 2                  | 1                  | 0                  | 1                  | 1                  | 3                  |
| 1988                          | груповий етап                 | 3                             | 0                             | 3                             | 0                             | 3                             | 3                             | 1                  | 2                  | 2                  | 0                  | 0                  | 11                 | 3                  |
| 1989                          | груповий етап                 | 3                             | 1                             | 1                             | 1                             | 1                             | 4                             | 1                  | 2                  | 1                  | 0                  | 1                  | 5                  | 2                  |
| 1990                          | не кваліфікувалася            | –                             | –                             | –                             | –                             | –                             | –                             | 2                  | 4                  | 1                  | 2                  | 1                  | 6                  | 5                  |
| 1991                          | груповий етап                 | 3                             | 1                             | 1                             | 1                             | 3                             | 5                             | 1                  | 2                  | 1                  | 0                  | 1                  | 3                  | 2                  |
| 1992                          | груповий етап                 | 3                             | 0                             | 1                             | 2                             | 1                             | 7                             | 1                  | 2                  | 1                  | 0                  | 1                  | 2                  | 2                  |
| 1993                          | не кваліфікувалася            | –                             | –                             | –                             | –                             | –                             | –                             | 2                  | 2                  | 0                  | 0                  | 2                  | 0                  | 3                  |
| 1994                          | не кваліфікувалася            | –                             | –                             | –                             | –                             | –                             | –                             | 3                  | 4                  | 0                  | 1                  | 3                  | 2                  | 8                  |
| 1995                          | не кваліфікувалася            | –                             | –                             | –                             | –                             | –                             | –                             | 3                  | 2                  | 0                  | 2                  | 2                  | 2                  | 4                  |
| 1996                          | груповий етап                 | 3                             | 0                             | 0                             | 3                             | 1                             | 6                             | 1                  | 2                  | 2                  | 0                  | 0                  | 4                  | 1                  |
| 1997                          | не кваліфікувалася            | –                             | –                             | –                             | –                             | –                             | –                             | 3                  | 3                  | 1                  | 1                  | 1                  | 3                  | 4                  |
| 1998                          | не кваліфікувалася            | –                             | –                             | –                             | –                             | –                             | –                             | 2                  | 4                  | 2                  | 1                  | 1                  | 5                  | 2                  |
| 1999                          | не кваліфікувалася            | –                             | –                             | –                             | –                             | –                             | –                             | 3                  | 2                  | 0                  | 1                  | 1                  | 3                  | 5                  |
| 2000                          | груповий етап                 | 3                             | 0                             | 0                             | 3                             | 0                             | 5                             | 1                  | 2                  | 2                  | 0                  | 0                  | 5                  | 0                  |
| 2001                          | груповий етап                 | 3                             | 0                             | 0                             | 3                             | 2                             | 13                            | 1                  | 2                  | 2                  | 0                  | 0                  | 9                  | 0                  |